# Culsans

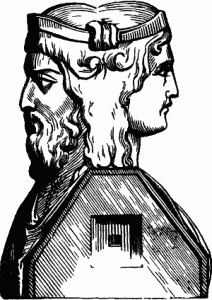

Culsans is een figuur uit de Etruskische mythologie, hij is de god van de doorgangen (deuren, poorten...) of de scheiding tussen begin en einde. Hij heeft veel overeenkomsten met de Romeinse god Janus. Beiden hebben twee gezichten en stellen ongeveer hetzelfde voor. Het onderscheid bij Culsans is, het ene gezicht heeft een baard en het ander niet.
Veel van de artefacten die verband houden met Culsans zijn afkomstig uit de stad Cortona, wat erop wijst dat hij daar belangrijk was. Zijn weergave op munten uit Volterra en zijn opname in een inwijdingsinscriptie gevonden in Firenzuola sluiten echter het idee uit dat zijn aanbidding beperkt was tot Cortona. 